# Hellcannon
Hellcannon ist eine US-amerikanische Death- und Thrash-Metal-Band aus Buffalo, New York, die im Jahr 2009 gegründet wurde.

## Geschichte
Die Band wurde Anfang 2009 von Gitarrist und Sänger Toxik Agressor und Bassist Wasteland Fiend gegründet. Kurz darauf kamen noch Gitarrist Karnage und Schlagzeuger Phantom hinzu und vervollständigten die Besetzung. Noch im selben Jahr veröffentlichten sie die EP The Waste. Dadurch erreichte die Band die Aufmerksamkeit von Butchered Records, sodass sie bei diesem Label einen Vertrag unterschrieb. Im Jahr 2010 erschien bei diesem Label das Debütalbum Infected With Violence.

## Stil
Die Band spielt eine technisch anspruchsvolle Mischung aus Death- und Thrash-Metal, wobei die Band Gruppen wie Sepultura, Obscura, Pig Destroyer und Watain als Einflüsse angibt.

## Diskografie
- 2009: Raiders of the Waste (EP, Eigenveröffentlichung)
- 2010: Infected with Violence (Album, Butchered Records)
- 2013: Soothsayer (EP, Vile Records)
- 2014: Terminal (Album, Vile Records)
- 2017: Return to the Wasteland (Album, Vile Records)